# Peter Pears
Sir Peter Neville Luard Pears (Farnham, 1910. június 22. – Aldeburgh, 1986. április 3.) angol operaénekes (tenor).

## Élete
A Lancing College-ben kezdte tanulmányait majd zenét tanult az oxfordi Keble College-ben. Ezt követően a szintén oxfordi Hertford College-ben orgonázott, de nem diplomázott le. Két szemeszteren át a londoni Royal College of Music-ban tanult éneklést.
1936-ban ismerkedett meg Benjamin Brittennel, ekkor a BBC Singers énekese volt. Első közös fellépésükre 1937-ben került sor az oxfordi Balliol College-ben. A második világháború kezdetén, pacifista nézetei miatt, Brittennel közösen Amerikába utazott. 1942-ben tértek vissza. Britten számos művét, többek között operáit is, Pears tenor hangjára komponálta. Közreműködött Britten Szentivánéji álom című operája szövegkönyvének megírásánál is. Hangi képességeit vitatták, száraznak és színtelennek tartották. 1974-ben debütált a New York-i Metropolitan operaházban, Aschenbach szerepében, Britten Halál Velencében című operájában. Britten művei mellett elsősorban Franz Schubert és Johann Sebastian Bach műveit énekelte. 1978-ban lovagi címet kapott. 1986-ban hunyt el, Aldeburghben. Élettársa, Britten mellé temették el.

## Külső hivatkozások
- Fotók